# Земба, Менахем
Менахем Земба (ивр. מנחם זמבה‎; 15 сентября 1883, Прага, Конгрессовая Польша — 24 апреля 1943, Варшава, Генерал-губернаторство) — один из ведущих раввинов до Второй мировой войны.

## Биография
Менахем Земба родился в Праге, пригороде Варшавы, в 1883 году. Его отец Элазар умер, когда Менахем был ещё маленьким мальчиком, и сироту воспитывал его дед, раввин Авраам Зиемба. Он был воспитан в хасидской традиции Гурской династии. В возрасте восемнадцати лет Менахем женился на дочери богатого местного купца. Таким образом, он смог беспрепятственно изучать Тору в течение следующих двадцати лет.
Был выдающимся раввином, известным как талмудический гений и вундеркинд. Известно, что он свободно знал весь Талмуд, а также являлся знатоком многих работ поздних раввинов, таких как раввин Иосиф Розен и раввин Меир Симча. Он был застрелен нацистами в Варшавском гетто.

## Деятельность в Варшавском гетто
С началом Второй мировой войны и вторжением Германии в Польшу раввин Земба стал одним из идеологических лидеров в Варшавском гетто. В январе 1943 года на встрече с руководством гетто он заявил, что традиционное мученичество (Кидуш ха-Шем — «освящение Божественного имени») больше не является вариантом ответа на преследования со стороны Германии. Он заявил, что «освящение Божественного имени» должно осуществляться через сопротивление врагу. Он сказал группе лидеров гетто:

В настоящее время мы столкнулись с заклятым врагом, чья беспримерная жестокость и цели полного уничтожения не знают границ. Галаха требует, чтобы мы сражались и сопротивлялись до самого конца с непревзойденной решимостью и доблестью во имя освящения Божественного Имени

Не имея возможности лично участвовать в подпольном движении, Земба помогал подполью организационно и финансово.